# Metachroma sandersoni
Metachroma sandersoni är en skalbaggsart som beskrevs av Blake 1970. Metachroma sandersoni ingår i släktet Metachroma och familjen bladbaggar. Inga underarter finns listade i Catalogue of Life.